# Karol Szymanowski
Karol Maciej Szymanowski (Tyimosovka, 1882. október 3. – Lausanne, 1937. március 29.) lengyel zeneszerző, zongoraművész.

## Élete
Karol Szymanowski gazdag nemesi, földbirtokosi családba született Tyimosovkában, amely akkor az Orosz Birodalomhoz tartozott, ma a Cserkaszi területen található Ukrajnában. Először az apja tanította zenére, majd 1892-től a jelizavetgrádi (ma Kropivnickij , Ukrajna) zeneiskolában tanult Gustav Neuhaus irányításával. Már 1899–1900-ban megírta első olyan prelűdsorozatát, amit maga op. 1-es jelzéssel látott el. 1901-től a varsói Állami Konzervatóriumban folytatta zenei tanulmányait Zygmunt Noskowskinál, abban az intézményben, amelynek később, 1926-tól 1930-as nyugdíjba vonulásáig az igazgatója volt.
Muzsikusi és zenei lehetőségei az orosz megszállás alatti Lengyelországban és a forradalmi események miatt meglehetősen korlátozottak voltak (két zongoráját is összetörték), ezért 1917-től kezdődően inkább – minthogy a család anyagi helyzete lehetővé tette – beutazta Európát, Észak-Afrikát, a Közel-Keletet és az Egyesült Államokat, ahol felkereste a legfontosabb zenei központokat. Ezek az utazások, főleg a mediterrán területeken szerzett tapasztalatai, komoly zenei és esztétikai élményeket jelentettek számára. Utazása azonban nem csak zenei téren volt gyümölcsöző, de irodalmi műveket is alkotott. Még Varsóban írta Efebos című kisregényét, melyben a vallás és a homoszexualitás viszonyát vizsgálta. Ennek központi fejezetét lefordította oroszra, Számos verset is írt francia nyelven, és mindet akkori kedvesének, a 15 éves Borisz Kohnónak ajánlotta (például Ganymède, Baedecker, N'importe, Vagabond, de az Efebos központi, oroszra fordított részét is).
1919-ben letelepedett Varsóban. 1920–1921-ben a hegedűs Pawel Kochańskival és a zongorista Arthur Rubinsteinnel sikeres hangversenyeket adott Londonban és Amerikában. 1924 és 1926 között ellentétbe került a hazai zenei közélet konzervatív részével, ezért sok időt töltött Párizsban. Több nemzetközi elismerést kapott, 1927-ben felajánlották neki a kairói és varsói konzervatórium igazgatói posztját, amelyek közül a varsóit fogadta el (pedig a déli klíma hasznosabb lett volna kezdődő tüdőbaja szempontjából). Az első két évet arra használta fel, hogy kiépítsen egy olyan zenei képzési rendszert, amely a fiatal zenészgeneráció számára vonzerőt, komoly képzési struktúrát és perspektívát tudhat biztosítani. A megfeszített munka nem használt egészségének, ezért Davosba került, egy szanatóriumba. A következő két év (1930–1931) a stabilitás jegyében telt, sikeres volt és jólétben élt. Bérelt egy házat Zakopanében, és a tiszta tátrai levegő jót tett egészségének. 1930-ban kinevezték a varsói konzervatórium rektorának, majd megválasztották a krakkói Jagelló Egyetem tiszteletbeli doktorának, később pedig beválasztották az ISCM (International Society for Contemporary Music) tagjai közé is.

Zakopanei háza, ma Karol Szymanowski Múzeum

Zeneszerzői stílusán kezdetben Richard Wagner, majd Richard Strauss hatása volt érzékelhető, első jelentősebb művei egyértelműen Strauss hatása alatt születtek (1. és 2. szimfónia, Hagith opera). Az első világháború idejére már kialakult egyéni stílusa, amelyben már Max Reger, Alekszandr Nyikolajevics Szkrjabin, Claude Debussy és Maurice Ravel törekvéseinek a hatása is felfedezhető, mindemellett nem hagyható figyelmen kívül, sőt jelentősnek mondható Frédéric Chopin és a lengyel népzene hatása is. Tátrai tartózkodása idején került kapcsolatba a lengyel népzenével, és elhatározta, hogy lengyel zenei motívumok felhasználásával ír balettet (Harnasie). Ugyanebben a felfogásban született Stabat Matere is, ami nagy nemzetközi ismertséget hozott számára. A népi és az egyéni hang együttesen jelentkezik Symphonie Concertantéjében és 2. hegedűversenyében. 1932-ben bemutatták Roger király című operáját Prágában, majd 1935-ben a Harnasie-t is, ami a következő évben a párizsi Operában is nagy sikert aratott mind a kritikusok, mind a közönség körében.
Stílusában emlékeztet valami Sztravinszkij oroszos-népies műveire, ám nem annak erőteljes ritmikájú, „barbár” vonása jut kifejezésre, sokkal inkább a lírai hang érvényesül. Zongoraműveiben harmonikusan egyesül a ragyogó virtuozitás az impresszionizmussal, s ezek a művei a 20. század legjelentősebb alkotásai között vannak. Szymanowski igen fontos szerepet tölt be a lengyel zene történetében, gyakorlatilag az ő művészete az alap az utódok számára.
Karol Szymanowski Svájcban, egy lausanne-i szanatóriumban hunyt el, tuberkulózisban.

## Művei
Szymanowski legfontosabb szimfonikus művei között a négy szimfóniát (benne a már említett Symphonie Concertantét) és két hegedűversenyét lehet megemlíteni. Négy színpadi művet írt: két operát, a Hagith és a Król Roger (Roger király) címűeket és két balettet, a Harnasie-t és a Mandragórát. Sok zongoradarabot írt (az egyik legnépszerűbb az op. 4-es négy etűd), mazurkákat stb. Írt két remek vonósnégyest, hegedű-zongoraszonátát és sok zongorakíséretes és zenekari dalt, a Stabat Matert stb.
Az alább felsorolás az opusszám szerinti sorrendben ismerteti Szymanowski összes művét.

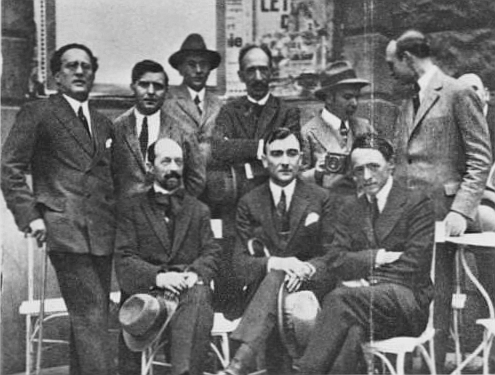
Zenész társakkal, egy német lapban megjelent fényképen (1923 és 1931 között). Állnak: Grzegorz Fitelberg, Karel Boleslav Jirák, Štěpán Chodounsky, Georges-Martin Witkowski, Reiner Frigyes, Szigeti József; ülnek: Albert Roussel, Karol Szymanowski, Arnold Bax.

| Sor- szám | Opus    | Cím                                                                                                 | Évszám    |
| --------- | ------- | --------------------------------------------------------------------------------------------------- | --------- |
| 1         | op. 1   | Kilenc prelűd zongorára                                                                             | 1899–1900 |
| 1a        | –       | cisz-moll prelűd zongorára                                                                          | 1901      |
| 2         | op. 2   | Hat dal, zongorakísérettel                                                                          | 1900–1902 |
| 3         | op. 4   | Négy etűd zongorára                                                                                 | 1900–1902 |
| 4         | op. 5   | Három Kasprowicz-töredék, dal zongorakísérettel                                                     | 1902      |
| 5         | op. 3   | b-moll zongoraváltozatok                                                                            | 1901–1903 |
| –         | op. 6   | Salome, dal Jan Kasprowicz szövegére, zenekari kísérettel (elveszett)                               | 1904/1912 |
| 6         | op. 7   | A hattyú, dal Wacław Berent szövegére, zongorakísérettel                                            | 1900–1902 |
| 7         | op. 8   | c-moll zongoraszonáta, No. 1                                                                        | 1903–1904 |
| 8         | op. 9   | d-moll hegedű-zongoraszonáta                                                                        | 1904      |
| 9         | op. 10  | b-moll variációk zongorára                                                                          | 1900–1904 |
| 10        | op. 11  | Négy dal, zongorakísérettel                                                                         | 1904–1905 |
| 11        | op. 12  | E-dúr koncertnyitány zenekarra                                                                      | 1903–1905 |
| 12        | op. 14  | C-dúr fantázia zongorára                                                                            | 1903–1905 |
| 13        | op. 13  | Hat dal, német költői szövegekre, zongorakísérettel                                                 | 1905–1907 |
| 14        | op. 15  | 1. (f-moll) szimfónia                                                                               | 1906–1907 |
| –         | op. 16  | Trió zongorára, hegedűre és csellóra, (befejezetlen, elveszett)                                     | 1907      |
| 15        | op. 17  | Tizenkét dal zongorakísérettel                                                                      | 1907      |
| 16        | op. 18  | Penthesilea, dal Stanisław Wyspiański szövegére, zongorakísérettel                                  | 1908–1912 |
| 17        | –       | cisz-moll prelúdium és fúga, zongorára                                                              | 1905/1909 |
| 18        | op. 20  | Hat dal, Tadeusz Miciński szövegére, zongorakísérettel                                              | 1908–1912 |
| 19        | –       | Lottery for Husbands or Fiancé Numer 69, operett                                                    | 1908–1909 |
| 20        | op. 22  | Színes dalok, zongorakísérettel                                                                     | 1910      |
| 21        | op. 23  | D-dúr románc, hegedűre és zongorára                                                                 | 1910      |
| 22        | op. 19  | 2., b-dúr szimfónia                                                                                 | 1910–1911 |
| 23        | op. 21  | A-dúr zongoraszonáta                                                                                | 1910–1911 |
| 24        | op. 24  | Háfiz dalai, dalok zongorakísérettel                                                                | 1911      |
| 25        | op. 25  | Hagith, opera Felix Dörrmann szövegére                                                              | 1912–1913 |
| 24        | op. 24  | Háfiz dalai, dalok zongorakísérettel                                                                | 1911      |
| 26        | op. 26  | Háfiz dalai, dalok zenekari kísérettel                                                              | 1914      |
| 27        | op. 30  | Mítoszok, három poéma hegedűre és zongorára                                                         | 1915      |
| 28        | op. 28  | Noktürn és tarantella, hegedűre és zongorára                                                        | 1915      |
| 29        | op. 29  | Metopék, zongorára                                                                                  | 1915      |
| 30        | op. 31  | A mesebeli hercegnő dalai, hat dal zongorakísérettel                                                | 1915      |
| 31        | op. 32  | Három dal, Dymitr Dywadow szövegére, zongorakísérettel                                              | 1915      |
| 32        | op. 33  | Tizenkét etűd zongorára                                                                             | 1916      |
| 33        | op. 34  | Maszkok, zongorára                                                                                  | 1915–1916 |
| 34        | op. 27  | 3. szimfónia, „Az éjszaka dala”, nagy zenekarra és kórusra                                          | 1914–1916 |
| 35        | op. 35  | 1. hegedűverseny                                                                                    | 1916      |
| 36        | op. 36  | Zongoraszonáta, No.3                                                                                | 1917      |
| 37        | op. 37  | Démétér, kantáta                                                                                    | 1917      |
| –         | op. 38  | Agave, kantátavázlat                                                                                | 1917      |
| 38        | op. 37- | 1., C-dúr vonósnégyes                                                                               | 1917      |
| 39        | op. 40  | Három Paganin-caprice, hegedűre és zongorára                                                        | 1918      |
| 40        | op. 41  | Négy dal, Rabindranáth Tagore szövegére, zongorakísérettel                                          | 1918      |
| 41        | op. 42  | A megzavarodott müezzin dalai, hat dal zongorakísérettel (négy dalt zenekarra hangszerelt 1935-ben) | 1918      |
| 42        | op. 43  | Mandragóra, balett                                                                                  | 1920      |
| –         | –       | Ünnepi induló zenekarra (elveszett)                                                                 | 1925      |
| –         | op. 44  | Két baszk dal, zongorakísérettel                                                                    | 1920      |
| 43        | –       | Három katona dala, zongorakísérettel                                                                | 1920      |
| 44        | op. 46- | Słopiewnie, öt dal Julian Tuwim szövegére (zenekarra hangszerelve 1928-ban)                         | 1921      |
| 45        | op. 48  | Három altatódal, zongorakísérettel                                                                  | 1922      |
| 46        | op. 49  | Gyermekrímek, Kazimiera Iłłakowiczówna szövegére, zongorakísérettel                                 | 1922–1923 |
| 47        | op. 46  | Roger király, opera Jarosław Iwaszkiewicz és Sz. szövegére                                          | 1918–1924 |
| 48        | op. 50  | Húsz mazurka zongorára                                                                              | 1924–1925 |
| 49        | op. 51  | Patyomkin herceg, Tadeusz Miciński drámájából, kórusra és kis zenekarra                             | 1925      |
| 50        | op. 52  | La Berceuse d'Aitacho Enia, altatódal hegedűre és zongorára                                         | 1925–1926 |
| 51        | –       | Romantikus keringő zongorára                                                                        | 1925      |
| 52        | op. 53  | Stabat Mater                                                                                        | 1925–1926 |
| 53        | –       | Kilenc lengyel dal, zongorakísérettel                                                               | 1925–1926 |
| 54        | –       | Négy lengyel tánc zongorára                                                                         | 1926      |
| 55        | op. 54  | Hét Joyce-dal zongorakísérettel                                                                     | 1926      |
| 56        | op. 56  | 2. vonósnégyes                                                                                      | 1927      |
| 57        | –       | Vocalise-Etude, dal zongorakísérettel                                                               | 1928      |
| 58        | –       | Hat dal Kurpiéből, a capella kórus                                                                  | 1928–1929 |
| 59        | op. 57  | Veni Creator, Stanisław Wyspiański szövegére, szopránra, kórusra és zenekarra                       | 1930      |
| 60        | op. 55  | Harnasie, balett-pantomim                                                                           | 1923–1931 |
| 61        | op. 58  | Tizenkét dal Kurpiéből, zongorakísérettel                                                           | 1930–1932 |
| 62        | op. 60  | 4. szimfónia (Symphonie Concertante), zenekarra                                                     | 1932      |
| 63        | op. 61  | 2. hegedűverseny                                                                                    | 1932–1933 |
| 64        | op. 59  | Litánia Szűz Máriához, kantáta (két dal) szopránra, kórusra és zenekarra                            | 1930–1933 |
| 65        | op. 62  | Két mazurka zongorára                                                                               | 1933–1934 |

## Fordítás
- Ez a szócikk részben vagy egészben  a   Karol Szymanowski című angol Wikipédia-szócikk ezen változatának fordításán alapul.  Az eredeti cikk szerkesztőit annak laptörténete sorolja fel. Ez a jelzés csupán a megfogalmazás eredetét és a szerzői jogokat jelzi, nem szolgál a cikkben szereplő információk forrásmegjelöléseként.
- Ez a szócikk részben vagy egészben  a   List of compositions by Karol Szymanowski című angol Wikipédia-szócikk ezen változatának fordításán alapul.  Az eredeti cikk szerkesztőit annak laptörténete sorolja fel. Ez a jelzés csupán a megfogalmazás eredetét és a szerzői jogokat jelzi, nem szolgál a cikkben szereplő információk forrásmegjelöléseként.